# Seizō Kobayashi
Seizō Kobayashi (jap. 小林 躋造 Kobayashi Seizō; ur. 1 października 1877 w Hiroszimie, zm. 4 lipca 1962) – japoński dowódca wojskowy, admirał (kaigun-taishō), głównodowodzący Połączonych Flot Japońskiej Cesarskiej Marynarki Wojennej (1931–1933), siedemnasty gubernator generalny Tajwanu (1936–1940), senator (1944–1946).

## Życiorys
Akademię marynarki wojennej ukończył z wyróżnieniem. W 1898 r. rozpoczął służbę jako chorąży na korwecie „Hiei”, a dwa lata później, już jako podporucznik, na pancerniku „Hatsuse”. W latach 1902–1905 był oficerem artyleryjskim krążownika „Naniwa”. W 1917 r. otrzymał stopień komandora i dowództwo krążownika „Hirado”. Trzy lata później został wysłany do Wielkiej Brytanii jako attaché, a kolejne dwa lata później mianowany na stopień kontradmirała. W czerwcu 1930 r. został wiceministrem ds. marynarki, a w grudniu 1931 głównodowodzącym 1. Floty i Połączonych Flot Cesarskiej Marynarki Wojennej. Na admirała został promowany 1 marca 1933 roku. 
Przypuszczano, że zostanie ministrem ds. marynarki, ale jako zwolennik zmniejszenia wielkości floty popadł z nią w konflikt. W marcu 1936 roku, tuż po incydencie z 26 lutego, przeniesiony do rezerwy, co wróżyło koniec kariery, ale 2 września mianowany gubernatorem generalnym Tajwanu.
Był pierwszym wojskowym gubernatorem po długim okresie rządów gubernatorów cywilnych. Zwolennik uczynienia z Tajwańczyków lojalnych cesarskich poddanych, industrializacji wyspy i uczynienia z niej bazy dla japońskiej ekspansji na południowy wschód. Uważał, że należy znieść rozróżnienia między Tajwańczykami a Japończykami na wyspie, co de facto oznaczało wzmożoną japonizację. Pod naciskiem urzędu gubernatora, z gazet wydawanych na Tajwanie zniknęły strony drukowane po chińsku, wstrzymano publikację wielu chińskich wydawnictw i wycofano lekcje chińskiego ze szkół, które go prowadziły.
Japonizacja Tajwanu (1937–1945) nosiła nazwę kōminka undō (皇民化運動), co oznaczało „kampanię przekształcania [narodu podbitego] w poddanych cesarza”. Obejmowała ona, poza eliminacją języka chińskiego i promowaniem japońskiego, także przymuszanie do wizyt w świątyniach shintō, zmiany w lokalnych świątyniach i klasztorach, zakazy obejmujące tradycyjne chińskie święta i obyczaje, promowanie japońskiego stylu życia i aranżacji mieszkań i zmianę nazwisk na japońskie.
Po rezygnacji ze stanowiska gubernatora w sierpniu 1944 roku został senatorem, a w grudniu otrzymał tekę ministerialną, z której zrezygnował w marcu 1945. W lutym 1946 ustąpił także ze stanowiska senatora.